# اندرو جاستیس
اندرو جاستیس (انگلیسی: Andrew Justice; ۱۹ ژانویهٔ ۱۹۵۱ – ۱۷ ژوئن ۲۰۰۵) قایقران روئینگ اهل بریتانیا بود.